# The Extra-Quick Lunch
The Extra-Quick Lunch est un court métrage d'animation américain de la série Mutt and Jeff, sorti le 14 juillet 1918.

## Fiche technique
- Titre : The Extra-Quick Lunch
- Série : Mutt and Jeff
- Réalisateurs : Charles R. Bowers et Bud Fisher
- Format d'image : Noir et Blanc
- Durée : 6 min
- Langue : (en)
- Pays :  États-Unis